# Хашимов, Сава
Са́ва Кири́лов Хаши́мов (в советских источниках также Савва Кириллович; болг. Сава Кирилов Хашъмов; 4 марта 1940 — 11 января 2012) — болгарский актёр театра и кино. Народный артист Болгарии (1984).

## Биография
Родился в городе Плевен.
В 1963 году окончил Высший институт театрального искусства в Софии.
В 1963—1964 годах работал в Бургасском театре. С 1964 года работал в Национальном театре Ивана Вазова в Софии. За 43 сезона сыграл более 100 ролей (в том числе роль Гамлета, многочисленные роли в пьесах русских и советских классиков). Получил известность как киноактёр.
В России и СССР известен как исполнитель одной из главных ролей в фильме «Бегущая по волнам» (Томас Гарвей).
В 1977—1989 годах — секретарь Союза артистов Болгарии.

## Семья
- Жена — Маргарита Терехова (род. 1942), советская актриса, брак продлился с 1967 по 1969 год.
  - Дочь — Анна Терехова (род. 1967), российская актриса.

## Награды
- Заслуженный артист НРБ (1976)[1]
- Народный артист НРБ (1984)[1]

## Роли в театре
- „Гамлет“ (У. Шекспир) – Гамлет
- „Американская терапия“ (Д. Сондерс) – Мервин
- „Чайка“ (А.П. Чехов) – Константин Гаврилович Треплев
- „Униженные и оскорблённые“ (Ф.М. Достоевский) – Князь Алексей Петрович Валковский (Алёша)
- „Золотая карета“ (Л.М. Леонов) – Тимоша
- „Горе от ума“ (А.С. Грибоедов) – Репетилов
- „Обыкновенная история“ (И.А. Гончаров) – Александр Адуев
- „Тени“ (М.Е. Салтыков-Щедрин) – Клаверов
- „У подножия Витоши“ (П.К. Яворов) – Чудомир
- „Тази малка земя“ (Георгий Джагаров) – Балчев

## Телеспектакли
- „Под игом“ (1989) (Иван Вазов)
- „Ретро“ (1988) (Александр Галин), 2 части
- „Чудо святого Антония“ (1987) (Морис Метерлинк) - племянник м-ль Ортанс
- „Покана от Париж“ (1982)
- „Това ли е Атлантида ?“ (1980) (Владимир Голев), 2 части
- „В Чинцано всичко е спокойно“ (1976) (Любен Попов) - мюзикл
- „Азот“ (1974) (Рене де Обалдия)
- „Визит инспектора“ (1974) (Дж.Б. Пристли)
- „Обжалованию не подлежит“ (1973) (Лозан Стрелков)
- „Рози за д-р Шомов“ (1973) (Драгомир Асенов), (Вторая экранизация)
- „История на бъдещето“ (1972), 2 серии
- „Битката за Преслав“ (1971) (Радко Радков)
- „Диалоги“ (1970) (Кресто Пишурка)
- „Марсианские хроники“ (1968) (Рэй Брэдбери)
- „В день свадьбы“ (1966) (В.С. Розов)
- „Хрустальный башмачок“ (1965) (Т.Г. Габбе)
- „Медная пуговица“ (1965) (Л.С. Овалов)

## Фильмография
| Год  | Фильм/Сериал                                             | Серии | Совместно с     | Роль                    |
| ---- | -------------------------------------------------------- | ----- | --------------- | ----------------------- |
| 2002 | Хълмът на боровинките                                    |       |                 | доктор                  |
| 1979 | Ленко                                                    | 2     |                 | господин Кумю Паламудов |
| 1976 | Наивный человек среднего возраста                        | 2     |                 |                         |
| 1971 | Докато ме потърсиш отново                                |       |                 | Иван Киров, ассистент   |
| 1969 | Царь Иван Шишман                                         | 2     |                 |                         |
| 1967 | Бегущая по волнам (фильм, 1967) – („Бягаща по вълните “) |       | СССР / Болгария | Томас Гарвей            |
| 1966 | Мъже                                                     |       |                 | Иван                    |
| 1964 | Непримиримые                                             |       |                 | Божидар                 |
| 1963 | Легенда о Паисии                                         |       |                 | Евтимий                 |